# Paradelphomyia manopi
Paradelphomyia manopi är en tvåvingeart som beskrevs av Alexander 1956. Paradelphomyia manopi ingår i släktet Paradelphomyia och familjen småharkrankar. Inga underarter finns listade i Catalogue of Life.